# (12496) Ekholm
(12496) Ekholm est un astéroïde de la ceinture principale.

## Description
(12496) Ekholm est un astéroïde de la ceinture principale. Il fut découvert le 22 mars 1998 à Kitt Peak par le projet Spacewatch. Il présente une orbite caractérisée par un demi-grand axe de 2,44 UA, une excentricité de 0,19 et une inclinaison de 3,8° par rapport à l'écliptique.

## Compléments